# Pomponi Bas (cònsol 259)
Pomponi Bas (en llatí Pomponius Bassus) va ser un magistrat romà.
Era d'ascendència romana, d'una família senatorial distingida que segurament procedia de la regió del Pont. Pomponi Bas era el fill de Pomponi Bas, un senador que va ser cònsol l'any 211 i d'Annia Aurèlia Faustina, besneta de l'emperador Marc Aureli i Faustina Menor. La seva germana era Pompònia Ummídia i a través de la seva mare, Bas era descendent de la dinastia Antonina. Pomponi Bas va néixer i va créixer a la gran finca de la seva mare a Pisídia. Quan el pare de Bas va morir l'any 221, la seva mare es va casar breument amb l'emperador Elagàbal. El matrimoni va acabar a finals d'aquest any.
Bas va ser un dels senadors més prestigiosos i era molt respectat. Va ser cònsol l'any 259 sota el regnat dels emperadors Valerià i Gal·liè. Va ocupar diversos càrrecs, com ara governador proconsular, a Àfrica i a Àsia, possiblement al voltant de l'any 260. Sota l'emperador Claudi el Gòtic, Bas va ser nomenat corrector totius Italiae, un càrrec de rang senatorial per a valorar i reformar l'administració, i va ser Comes Augusti (o company de l'emperador). Al gener del 271, Pomponi Bas va compartir el seu segon consolat amb l'emperador Aurelià. Potser durant aquest consolat o una mica després, va ser nomenat Praefectus urbi.
Es va casar amb Pompònia Gratídia, amb la que va tenir una filla, Pompònia Bassa, nascuda al voltant del 250.